# ミヒェル (仮装巡洋艦)
ミヒェル (Michel) は第二次世界大戦時のドイツの仮装巡洋艦。17隻、121995トンの船を沈めた。

## 要目等
- トン数：4740トン[2]
- 長さ：436フィート[2]
- 幅：55フィート[2]
- 吃水：24.6フィート[2]
- 速力：16ノット[2]
- 乗員：400名[3]
- 兵装
  - 砲：5.9インチ×6、4.1インチ×1、37mm×4（連装2基）、20mm×4[3]
  - 魚雷発射管：21インチ連装発射管×2、21インチ水中発射管×2[3]
- 搭載機：Ar 196水上機2機[3]

「ミヒェル」は「Esau」という名前の魚雷艇を搭載した。これは37フィート、15トン、速力42.5ノットで、18インチ魚雷発射管2門を装備していた。

## 艦歴
「ミヒェル」は、元はポーランドのGdynia-American Shipping Lineの果物運搬船「Bielsko」として建造されていた船である。建造中にドイツに接収され、病院船「Bonn」とすることが計画されるも実際にはほとんどなにもなされず、その後仮装巡洋艦とされることとなった。「ミヒェル」の艦長は仮装巡洋艦「ヴィダー」の艦長であったHellmuth von Ruckteschellであった。「ヴィダー」の兵装は取り外され、「ミヒェル」で使用されることとなった。
不足しつつあった燃料の節約のため、「ミヒェル」の大西洋への進出ルートはイギリス海峡となった。1942年3月に「ミヒェル」は出撃した。キールより出航した「ミヒェル」は3月9日から10日の夜をヘルゴラント島沖で過ごすと海峡へ向かったが、オーステンデ沖で座礁。離礁後、フリシンゲンへ向かった。9月13日、「ミヒェル」は護衛の水雷艇「ゼーアドラー」、「ファルケ」、「コンドル」、「イルティス」、「ヤグアー」、掃海艇9隻とともにフリシンゲンより出航。イギリス魚雷艇の攻撃に続き、ビーチー岬沖で哨戒に当たっていたイギリス駆逐艦「ウォルポール」、「ウィンザー」、「ブレンキャスラ」、「ファミー」、「カルプ」による攻撃を受け「ミヒェル」も応戦した。「ミヒェル」は軽微な損害を受け8名の戦死者を出した。「ミヒェル」以外には被害はなかった。サン・マロでの補給後、3月20日に「ミヒェル」は大西洋へ向け出発した。「ミヒェル」は「トール」に続いて、南大西洋・西インド洋で活動することとされていた。
「ミヒェル」は4月16日にタンカー「Charlotte Schliemann」と会い、給油を受けた。4月19日、イギリスのタンカー「Patella」を沈めた。警告射撃に対して「Patella」は増速を図り、また無線を発したが、被弾により停止した。4月22日の日没後、Ruckteschellは「Esau」をアメリカのタンカー「Connecticut」（8684トン）へ向かわせた。翌日未明、「Esau」は「Connecticut」を雷撃。2発目の魚雷を受けるとガソリンを積んでいた「Connecticut」は爆散した。
5月1日、セントヘレナの南西約720浬でイギリス客船「Menelaus」（10306トン）を発見。「ミヒェル」は「Esau」を降ろすと「Menelaus」に停船を命じたが、その後のやり取りで「ミヒェル」側が2度同じ英単語のつづりを間違えたことから「Menelaus」は攻撃を受けていると発信するとともに「ミヒェル」から離れ始めた。続いてイギリス軍艦旗を掲げた「Esau」が停船を命じたが、「Menelaus」はさらに速度を上げた。「Esau」は魚雷を発射したが回避され、その後追跡を断念した。「Esau」を回収すると、「ミヒェル」は全速で南へ逃走した。「Menelaus」の発した信号はイギリス重巡洋艦「シュロップシャー」と仮装巡洋艦「Canton」、「Cheshire」を呼び寄せている。
5月8日、「ミヒェル」は「Charlotte Schliemann」から給油を受けるとともに捕虜をそちらへ移した。5月20日、空荷のノルウェー船「Kattegat」を沈めた。夜に攻撃を受けると「Kattegat」はすぐに降伏した。攻撃を受けるまで「Kattegat」側は「ミヒェル」に気づいていなかった。
6月2日、「ミヒェル」は故障発生により航行不能となっていたアメリカ船「George Clymer」（7160トン）の発したSOSを受信。その時、「ミヒェル」は「George Clymer」の南約900浬に位置していた。Ruckteschellは罠の可能性も考えたが、そちらへ向かうことにした。6月6日、先行していた「Esau」は「George Clymer」を発見し、魚雷2発を命中させた。翌日、イギリス仮装巡洋艦「アルカンタラ」が「George Clymer」のもとに到着し、乗員を収容して「George Clymer」を処分した。「George Clymer」の被雷はUボートによるものと誤認していたため「アルカンタラ」はすぐにその場を去り、「ミヒェル」が現場に到着したときはそのマストがに水平線に消えゆくところであった。
6月11日、軍需品を積んだイギリス船「Lylepark」（5186トン）を沈めた。「ミヒェル」は接近すると無警告で発砲し、「Lylepark」ではすぐに退船命令が出された。
「ミヒェル」は「Charlotte Schliemann」および機雷敷設艦・封鎖突破船「Doggerbank」と会うと、捕虜を「Doggerbank」へ移した。その後、「ミヒェル」はギニア湾へ向かった。
7月15日夜、イギリス船「Gloucester Castle」（8006トン）を攻撃。同船は被弾により甲板上のガソリン入りのドラム缶が爆発し、炎上して沈没した。7月16日、並走する2隻のタンカーが発見されると、Ruckteschellは「ミヒェル」と「Esau」で2隻同時に攻撃することにした。「ミヒェル」は砲雷撃でアメリカの「William F. Humphrey」（7983トン）を撃沈。「Esau」はノルウェーの「Aramis」（7984トン）を雷撃して2本とも命中させたものの、沈めるには不十分であった。「ミヒェル」は翌朝「Aramis」を再発見し、日没後に沈めた。
7月29日に「ミヒェル」はセントヘレナの北で仮装巡洋艦「シュティーア」会い、両艦長は共同作戦を行うことにしたものの、すぐに両艦は別行動となった。また、「Charlotte Schliemann」とも再度会い、給油や捕虜の移動を行っている。
8月14日夜、イギリス船「Arabistan」（5874トン）を撃沈。この船の生存者は1名のみであった。この後、もう一度「Charlotte Schliemann」から給油を受けた。9月10日、生ゴムなどを積んだアメリカ船「American Leader」（6778、または6750トン）を砲雷撃で撃沈。翌日には空荷のイギリス船「Empire Dawn」（7241トン）を沈めた。それらの後、「ミヒェル」はタンカー「ウッカーマルク」や「ミヒェル」、封鎖突破船「Tannenfels」と会った。
南大西洋でのUボートの作戦実施により「ミヒェル」はインド洋に移動となり、マダガスカルの南東沖で11月29日にジュートなどを積んだアメリカ船「Sawokla」（5882トン）を、12月7日にギリシャ船「Eugenie Livanos」（4816トン）を砲雷撃で沈めた。12月20日、「ミヒェル」は帰還命令を受けた。
1943年1月2日、南大西洋でイギリス船「Empire March」（7040トン）を撃沈。「Empire March」を沈めるため「ミヒェル」と「Esau」が行った雷撃では、4本中「ミヒェル」の魚雷1本が外れた。「Empire March」では「ミヒェル」の搭載機が目撃されていたが、同船ではアフリカの基地から飛来したイギリス機だと判断していた。この後、ヨーロッパへの帰還はほぼ不可能であるとして「ミヒェル」は日本行きを命じられた。
「ミヒェル」は再び喜望峰を回り、ロンボク海峡を通過し、バタビア、シンガポールを経て3月2日に神戸港に停泊した。
Ruckteschellの健康上の問題から、「ミヒェル」艦長は事故で失われた仮装巡洋艦「トール」艦長であったGünther Gumprichに交代となった。
「ミヒェル」は5月1日に出航し、インド洋へ向かった。6月14日、搭載機が発見したノルウェー船「Höegh Silverdawn」（7715トン）を撃沈。2日後（または6月17日）にはノルウェーのタンカー「Ferncastle」（9940トン）を沈めた。
沈めた船の生存者には逃げ去ったものがおり、そこから「ミヒェル」の存在が知られることを懸念してGumprichは太平洋へ向かうことにし、「ミヒェル」はオーストラリア・ニュージーランドの南を経て南米沖へと向かった。8月29日（日付には若干の疑問がある）、「ミヒェル」の見張りはアメリカ巡洋艦「トレントン」を発見しペンサコーラ級重巡洋艦と識別している。
その後、燃料事情から「ミヒェル」は日本へと針路をとった。9月10日、イースター島付近で発見したノルウェーのタンカー「India」（9977トン）を日没後に攻撃し沈めた。同船は攻撃を受けるとすぐに炎上。救助活動も行えず、生存者はいなかった。9月29日夜、船の集団の中に「ミヒェル」が入り込んでしまうという出来事があった。おそらく、「ミヒェル」の遭遇したのは駆逐艦「ブレイン」、「McConnell」、「Miller」、機雷敷設艦「ガンブル」と輸送船6隻からなる第12.5任務群である。
10月17日、日本近海でアメリカ潜水艦「ターポン」の攻撃を受け沈没。乗員の死者は263名であった。